# El acecho
El acecho  es una coproducción hispano-francesa rodada en Barcelona, dirigida por Philippe Condroyer en clave de Drama.

## Argumento
Julius intenta localizar a Schmidt,  un excomandante de las SS culpable de la muerte de su hermano en un campo de concentración durante una sesión de tortura que tuvo la desgracia de tener que presenciar por la crueldad del verdugo. El nazi es ahora un arquitecto que vive una vida ordenada, Hans Fromm. El equipo lo forman Georges, hijo de un deportado muerto por Schmidt, Raphaël, un mercenario, Nils, un fotógrafo y Romain, los cuales siguen cada movimiento del alemán desde que Julius les convenció de que Hans y Schmidt son la misma persona